# ヴワザ湿地動物保護区
ヴワザ湿地動物保護区（ヴワザしっちどうぶつほごく、英: Vwaza Marsh Game Reserve）は、マラウイに存在する保護区の1つであり、マラウイ北部州に置かれている。

## 概要
ニイカ高原に置かれているニイカ国立公園とは対照的に、ヴワザ湿地動物保護区は、園内東側の丘のようなエリアのほかは大部分が平坦な低地である。この保護区はニイカ高原の南西部で、南ルクル川氾濫原の北にあり、1000平方キロメートルの面積を持つ。また、ヴワザ湿地動物保護区はモパネ林やミオンボ林としての特徴を持つとともに、多種多様な渡り鳥を引き付ける湿地帯でもある。
現在のところ、道路状況の悪さや地形的な足の悪さ、アクセスの不便さから、ヴワザ湿地動物保護区が観光客で混雑することはほとんどない。

## 野生動物
生息する野生動物の一部は、季節によってザンビアの北ルアングワ国立公園との間で移住を行う。園内に生息する主な野生動物としては、アフリカスイギュウやアフリカゾウの群れのほか、ローンアンテロープ、クーズー、ハーテビースト、エランド、インパラといったさまざまなレイヨウが知られている。一方、特筆すべき野鳥としては、オニアオサギやクロスキハシコウ、ハジロムクドリなどがあげられる。また、園内にあるカズニ湖には、多くのカバが生息している。

## 画像

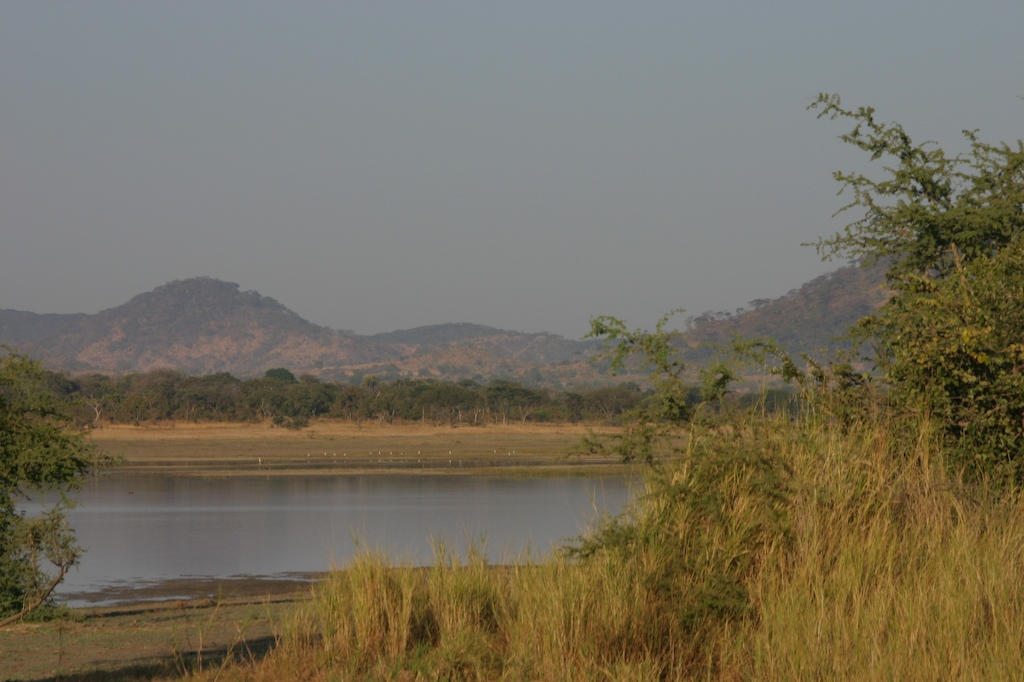
ヴワザ湿地動物保護区内のカズニ湖周辺